# Spader dam
För andra betydelser, se Spader dam (olika betydelser).
Spader dam (ryska: Пиковая дама) är en novell från 1834 av Aleksandr Pusjkin. Pusjkin skrev novellen under hösten 1833 och den publicerades första gången i ett litteraturmagasin i mars 1834. Grevinnan i berättelsen är baserad på furstinnan Natalja Tjernysjova.
Pjotr Tjajkovskijs opera från 1890 med samma titel bygger på Pusjkins novell.